# Trampot
Trampot ist eine französische Gemeinde mit 101 Einwohnern (Stand 1. Januar 2022) im Département Vosges in der Region Grand Est (bis 2015 Lothringen). Sie gehört zum Arrondissement Neufchâteau und zum Kanton Neufchâteau. Die Bewohner nennen sich Trampotins.

## Geografie
Die Gemeinde Trampot liegt im äußersten Westen des Départements Vosges in waldreicher Umgebung. Die Umgebung ist karstig, Niederschläge versickern im Boden. Bei Starkregen bahnt sich das Wasser seinen Weg durch Trockentäler in Richtung Westen. Damit ist Trampot neben Grand die einzige Gemeinde im Département, die zum Einzugsgebiet der Seine gehört. Trampot wird von der ehemaligen Route nationale 427 passiert.
Die angrenzenden Gemeinden sind Grand, Brechainville, Aillianville, Chambroncourt und Morionvilliers.

## Bevölkerungsentwicklung
| Jahr                       | 1962 | 1968 | 1975 | 1982 | 1990 | 1999 | 2008 | 2020 |
| Einwohner                  | 210  | 204  | 167  | 159  | 150  | 126  | 112  | 99   |
| Quellen: Cassini und INSEE |      |      |      |      |      |      |      |      |

## Sehenswürdigkeiten
- Kirche Saint-Pierre et Saint-Paul, seit 2010 als Monument historique anerkannt[1]
- Gefallenendenkmal

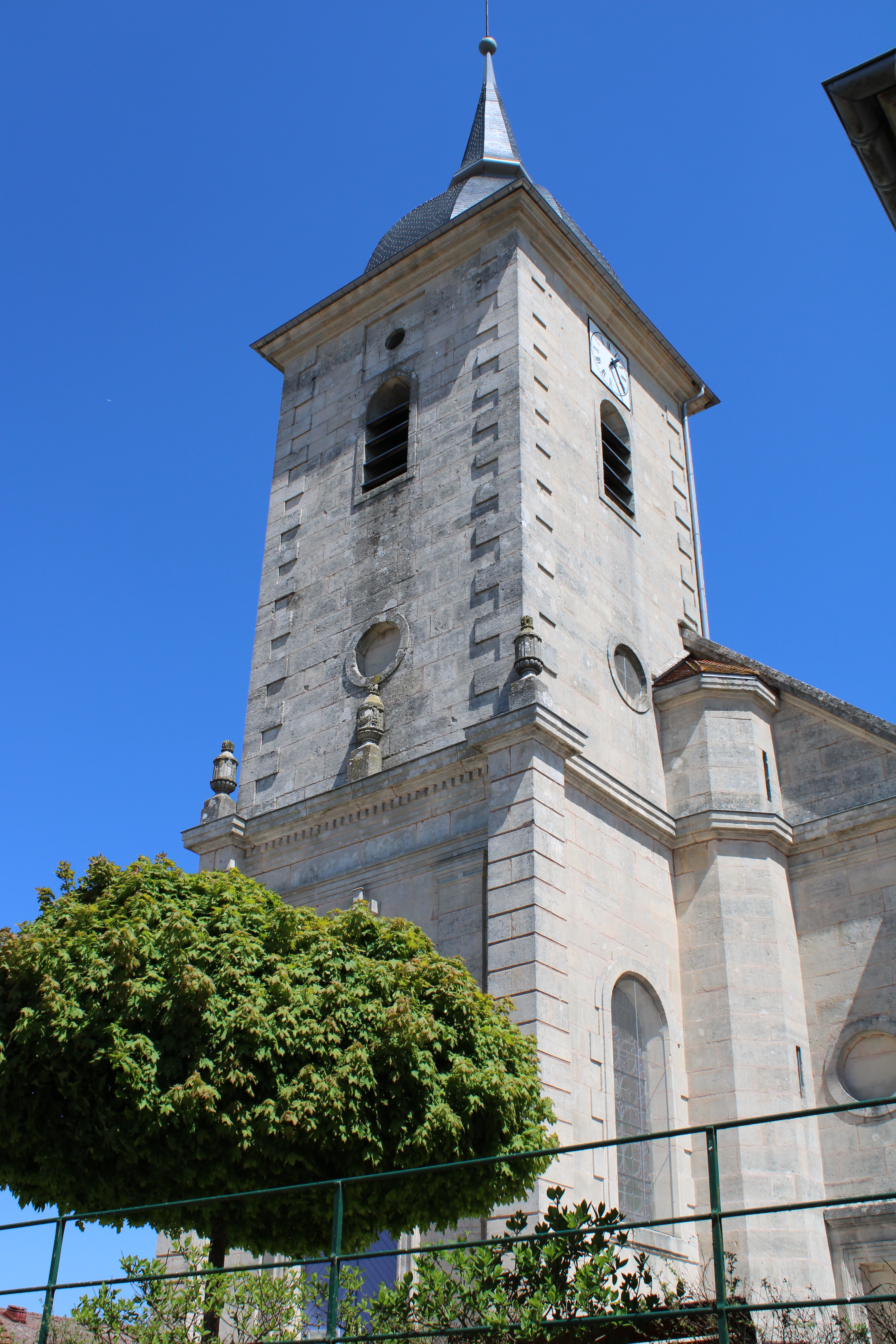
Turm der Kirche St. Peter und Paul
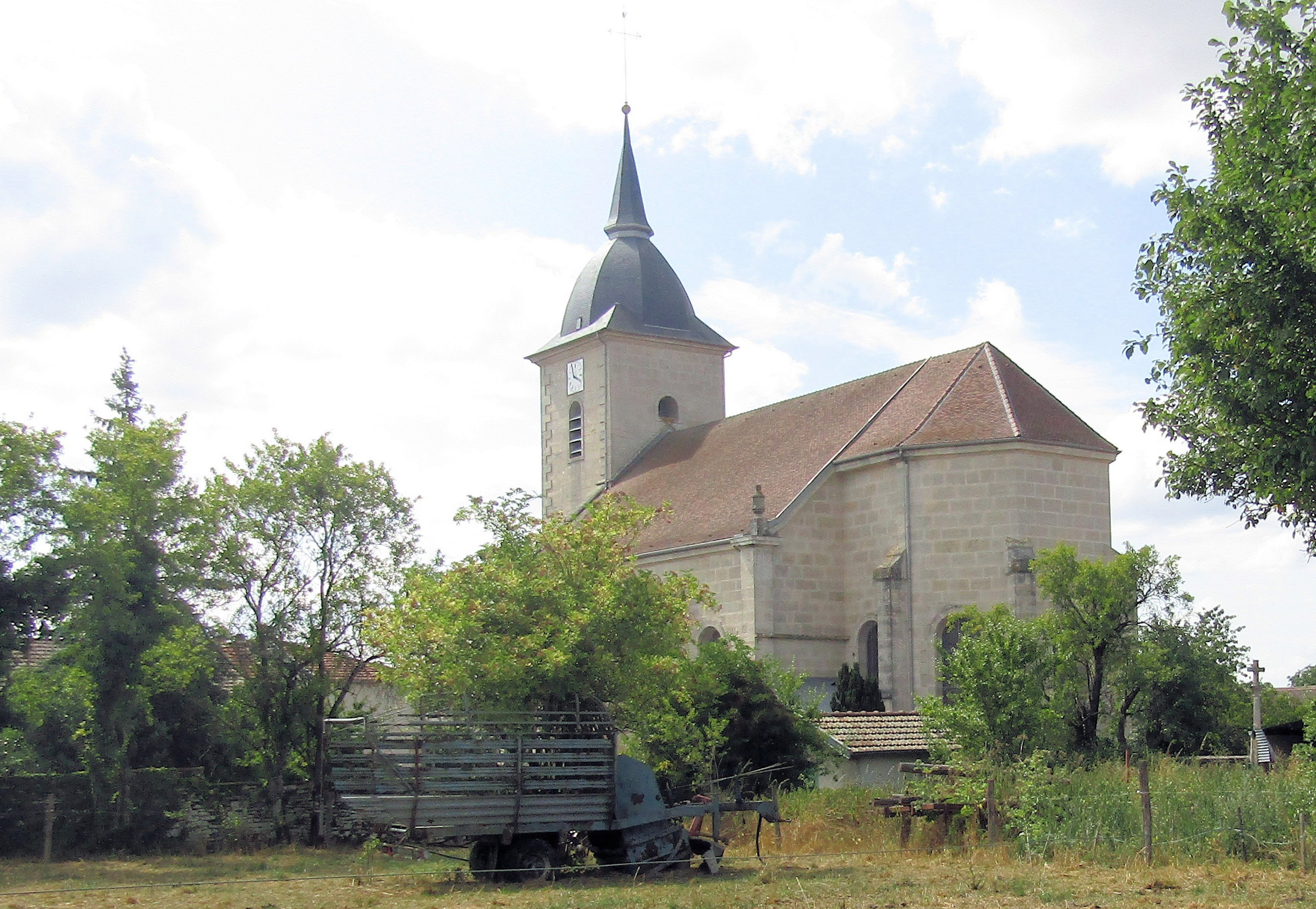
Ostseite der Kirche St. Peter und Paul
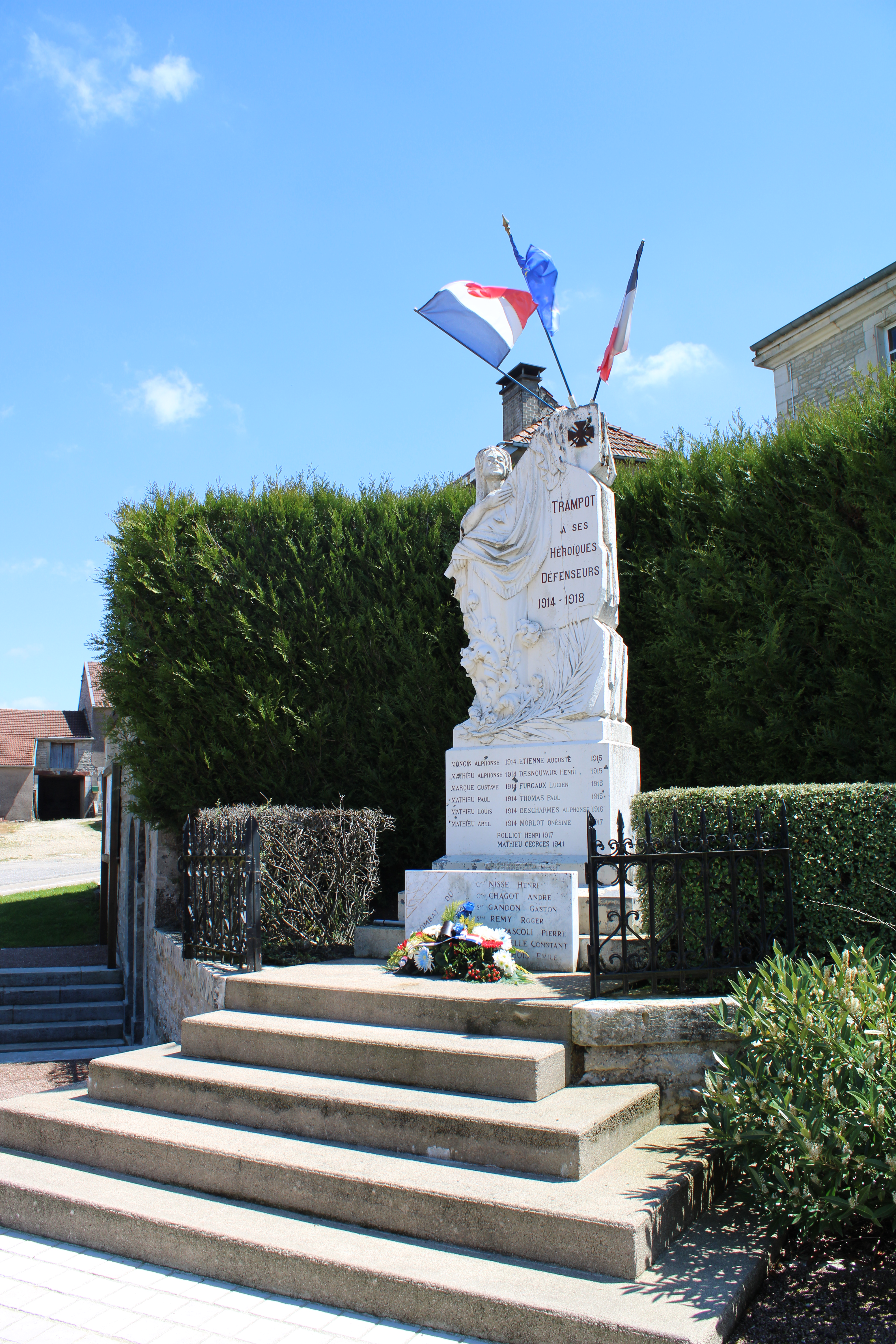
Gefallenendenkmal